# Virginia State Police
La Virginia State Police est le département de police de l'état de Virginie, dans le Sud des États-Unis. Il agit dans 48 zones réparties de part et d'autre de la Virginie.

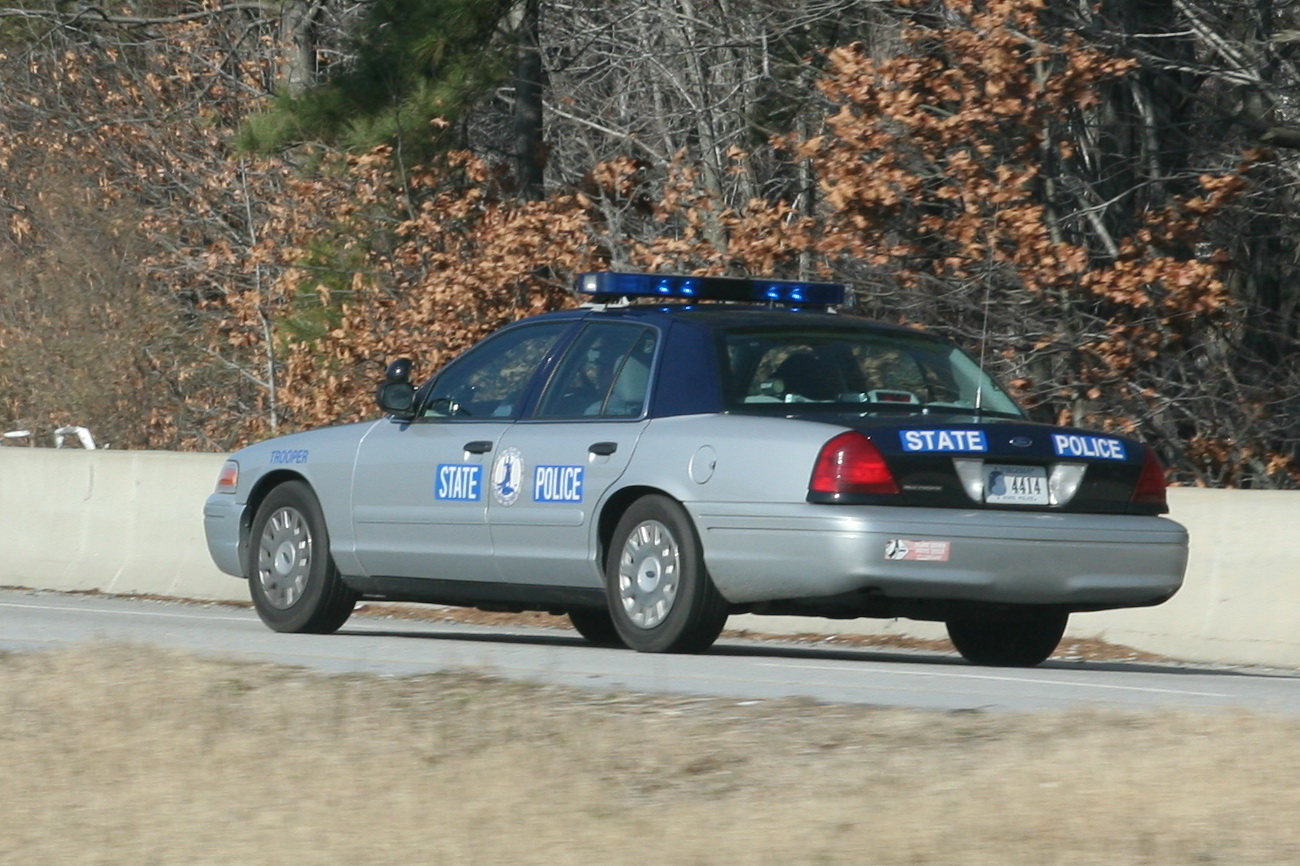
Voiture de patrouille Ford Crown Victoria, du VSP.

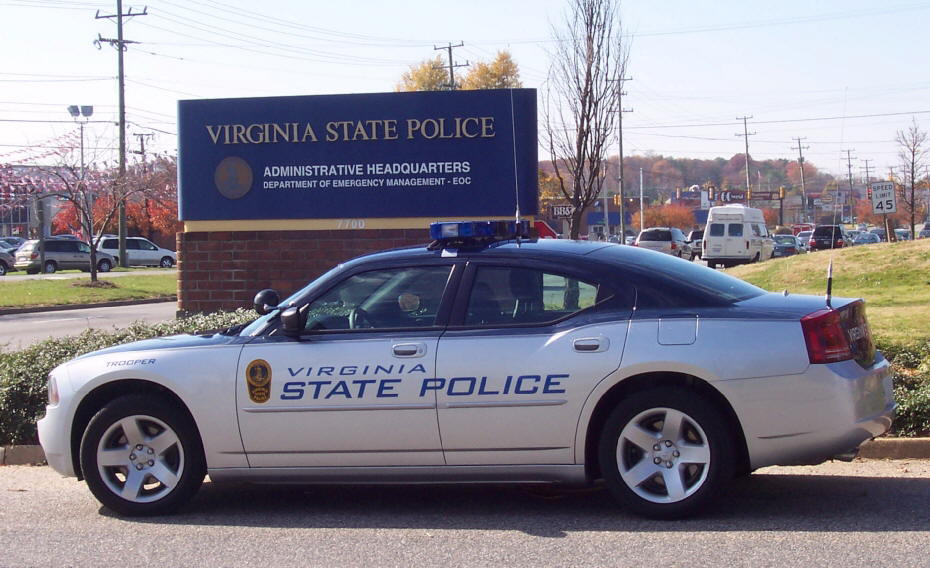
Dodge Charger du VSP

## Organisation
Le ministère de la police d'État est principalement divisé en trois bureaux : le Bureau des opérations de terrain (BFO), Bureau des enquêtes criminelles (BCI) et le Bureau des services administratifs et de soutien (BASS).

## Équipement

### Uniforme et tenue vestimentaire
Le modèle standard de l'uniforme d'un trooper consiste en une chemise grise, avec des manches longues en hiver et courtes en été, un pantalon gris avec une bande bleu foncé sur les côtés et une cravate noire. Des patchs représentant le logo du département de police sont cousus à chaque manche. L'arme et divers accessoires du trooper sont portés à la ceinture.
Ils portent un chapeau. Un bonnet en fourrure peut être porté les mois les plus froids.
Une blouse bleu foncé et noire peut être portée pour des occasions spéciales. De sombres vestes bleues de travail sont utilisées pour les mois plus froids.
Le grade des sergents est représenté sur leur manche. Les lieutenants portent leur insigne de grade sur le col de chemise.

### Armes distribuées

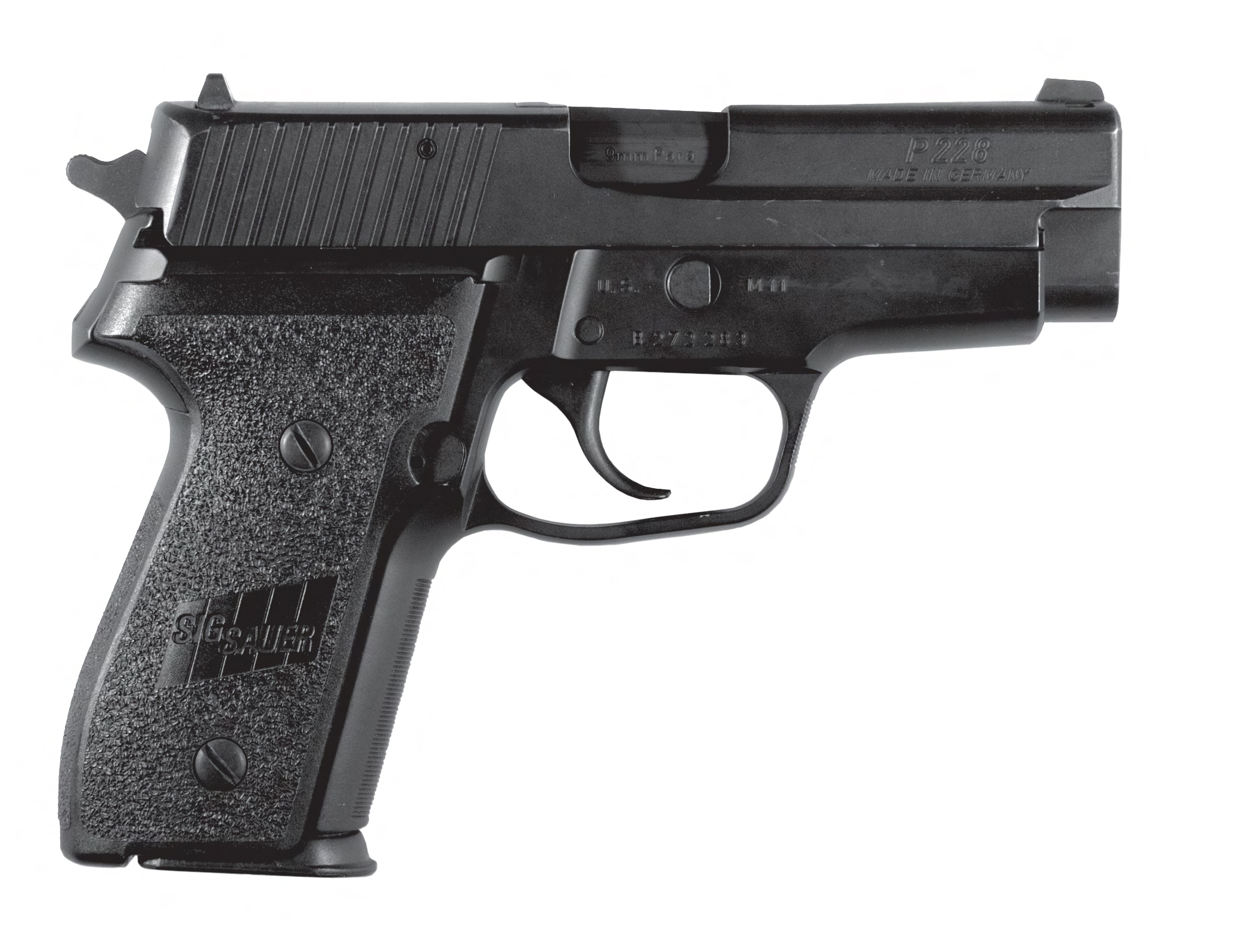
Le Sig-Sauer P228 calibre 9 Para

Les troopers utilisent le pistolet Sig-Sauer P229 de calibre .357 (en version DAK depuis 2004), le fusil à pompe Remington 870 de calibre 12 et la carabine de patrouille Colt M4 de calibre 5,56 mm.
| Nom                                 | Type                                                                          | Années d'utilisation   |
| ----------------------------------- | ----------------------------------------------------------------------------- | ---------------------- |
| Sig-Sauer P229                      | Pistolet semi-automatique de calibre .357 SIG                                 | 1997 à 2004            |
| Sig-Sauer P228                      | Pistolet semi-automatique de calibre 9 mm                                     | 1993 à 1997            |
| Smith et Wesson Modèles 1026 & 1076 | Pistolet semi-automatique de calibre 10 mm                                    | 1990 à 1993            |
| Smith & Wesson Modèle 64            | Revolver de calibre 38 4 pouces en acier inoxydable                           | Mi 1970 à 1990         |
| Colt Official Police de calibre 38  | Revolver 4 pouces pour les agents spéciaux du Bureau des enquêtes criminelles | 1967 à mi 1970         |
| Colt de calibre 38                  | Revolver 6 pouces                                                             | Jusqu'en 1967          |
| Mitraillette Thompson               | Pistolet mitrailleur de calibre 45                                            | Des années 1930 à 1974 |